# Дебика (комуна)
Дебика (рум. Dăbâca) — комуна у повіті Клуж в Румунії. До складу комуни входять такі села (дані про населення за 2002 рік):
- Дебика (836 осіб)
- Луна-де-Жос (799 осіб)
- Пигліша (169 осіб)

Комуна розташована на відстані 338 км на північний захід від Бухареста, 22 км на північ від Клуж-Напоки.

## Населення
За даними перепису населення 2002 року у комуні проживали 1804 особи.
Національний склад населення комуни:
| Національність | Кількість осіб | Відсоток |
| -------------- | -------------- | -------- |
| румуни         | 1586           | 87,9%    |
| угорці         | 136            | 7,5%     |
| цигани         | 80             | 4,4%     |
| італійці       | 2              | 0,1%     |

Рідною мовою назвали:
| Мова                  | Кількість осіб | Відсоток |
| --------------------- | -------------- | -------- |
| румунська             | 1652           | 91,6%    |
| угорська              | 127            | 7,0%     |
| циганська             | 22             | 1,2%     |
| італійська            | 2              | 0,1%     |
| не вказали рідну мову | 1              | 0,1%     |

Склад населення комуни за віросповіданням:
| Релігія            | Кількість осіб | Відсоток |
| ------------------ | -------------- | -------- |
| православні        | 1551           | 86,0%    |
| реформати          | 122            | 6,8%     |
| греко-католики     | 67             | 3,7%     |
| п'ятдесятники      | 30             | 1,7%     |
| римо-католики      | 12             | 0,7%     |
| баптисти           | 6              | 0,3%     |
| бретрени           | 1              | 0,1%     |
| лютерани           | 1              | 0,1%     |
| не релігійні       | 1              | 0,1%     |
| не вказали релігію | 2              | 0,1%     |